# William Oughtred
William Oughtred (Eton (Berkshire), 5 de março de 1574 — Albury, 30 de junho de 1660) era um Inglês matemático e pastor anglicano. Depois que John Napier inventou os logaritmos e Edmund Gunter criou as escalas logarítmicas (linhas ou regras) nas quais as réguas de cálculo são baseadas, Oughtred foi o primeiro a usar duas dessas escalas deslizando uma pela outra para realizar a multiplicação e divisão direta. Ele é creditado com a invenção da régua de cálculo por volta de 1622. Ele também introduziu o símbolo "×" para a multiplicação e as abreviações "sin" e "cos" para as funções seno e cosseno.

## Carreira
Por volta de 1628 ele foi nomeado pelo conde de Arundel para instruir seu filho em matemática. Ele se correspondeu com alguns dos estudiosos mais eminentes de seu tempo, incluindo William Alabaster, Sir Charles Cavendish e William Gascoigne. Ele manteve contatos regulares com o Gresham College, onde conheceu Henry Briggs e Gunter.
Ele ofereceu aulas de matemática gratuitas para alunos, que incluíam Richard Delamain e Jonas Moore, tornando-o um professor influente de uma geração de matemáticos. Seth Ward morou com Oughtred por seis meses para aprender matemática contemporânea, e o médico Charles Scarburgh também ficou em Albury; John Wallis, e Christopher Wren se corresponderam com ele. Outro aluno de Albury foi Robert Wood, que o ajudou a obter o Clavis através da imprensa.
A invenção da régua de cálculo envolveu Oughtred em uma disputa de prioridade com Delamain. Eles também discordaram da pedagogia em matemática, com Oughtred argumentando que a teoria deveria preceder a prática.
Ele permaneceu reitor até sua morte em 1660 em Albury, um mês após a restauração de Carlos II. Ele foi enterrado na Igreja de São Pedro e São Paulo, Albury.

## Interesse pelo oculto
De acordo com seus contemporâneos, Oughtred tinha interesse em alquimia e astrologia. A ciência hermética permaneceu uma pedra de toque filosófica entre muitos cientistas respeitáveis de seu tempo, e o aluno de Oughtred, Thomas Henshaw, copiou um diário e um "Practike" dados a ele por seu professor.
William Lilly, um eminente astrólogo, conhecia Oughtred e afirmou em sua autobiografia ter intervindo em seu nome para evitar sua expulsão pelo Parlamento em 1646.
John Aubrey afirma que (apesar de suas diferenças políticas) ele também foi defendido por Sir Richard Onslow. Ele acrescenta que Oughtred era um astrólogo, e bem-sucedido no uso da astrologia natal, dizendo que não sabia por que ela deveria ser eficaz, mas acreditando que algum "gênio" ou "espírito" ajudava. De acordo com Aubrey, Elias Ashmole possuía a cópia original na caligrafia de Oughtred de sua divisão racional das doze casas do zodíaco, ou seja, o texto que George Wharton inseriu em seu Almanaque de 1659. (O texto do resumo em inglês de The Cabal of the Doze casas astrológicas por "Morinus" (Jean-Baptiste Morin) aparece sobre o nome de Oughtred com a data 16 de outubro de 1659 nas publicações da Wharton.) Aubrey sugere que Oughtred ficou feliz em permitir que o povo do campo acreditasse que ele era capaz de conjurar. O próprio Aubrey tinha visto uma cópia do trabalho de Christopher Cattan sobre Geomancia anotações de Oughtred. Ele relatou que Oughtred disse ao bispo Ward e Elias Ashmole que recebeu repentinas intuições ou soluções para problemas quando estava em lugares específicos, ou encostado em um carvalho ou freixo específico, "como se infundido por um gênio divino", depois de ter ponderado esses problemas sem sucesso por meses ou anos.  O nome de Oughtred foi mencionado em supostas histórias do início da maçonaria, uma sugestão de que Oughtred estava presente na iniciação de Elias Ashmole em 1646, remontando a Thomas De Quincey.

## Legado

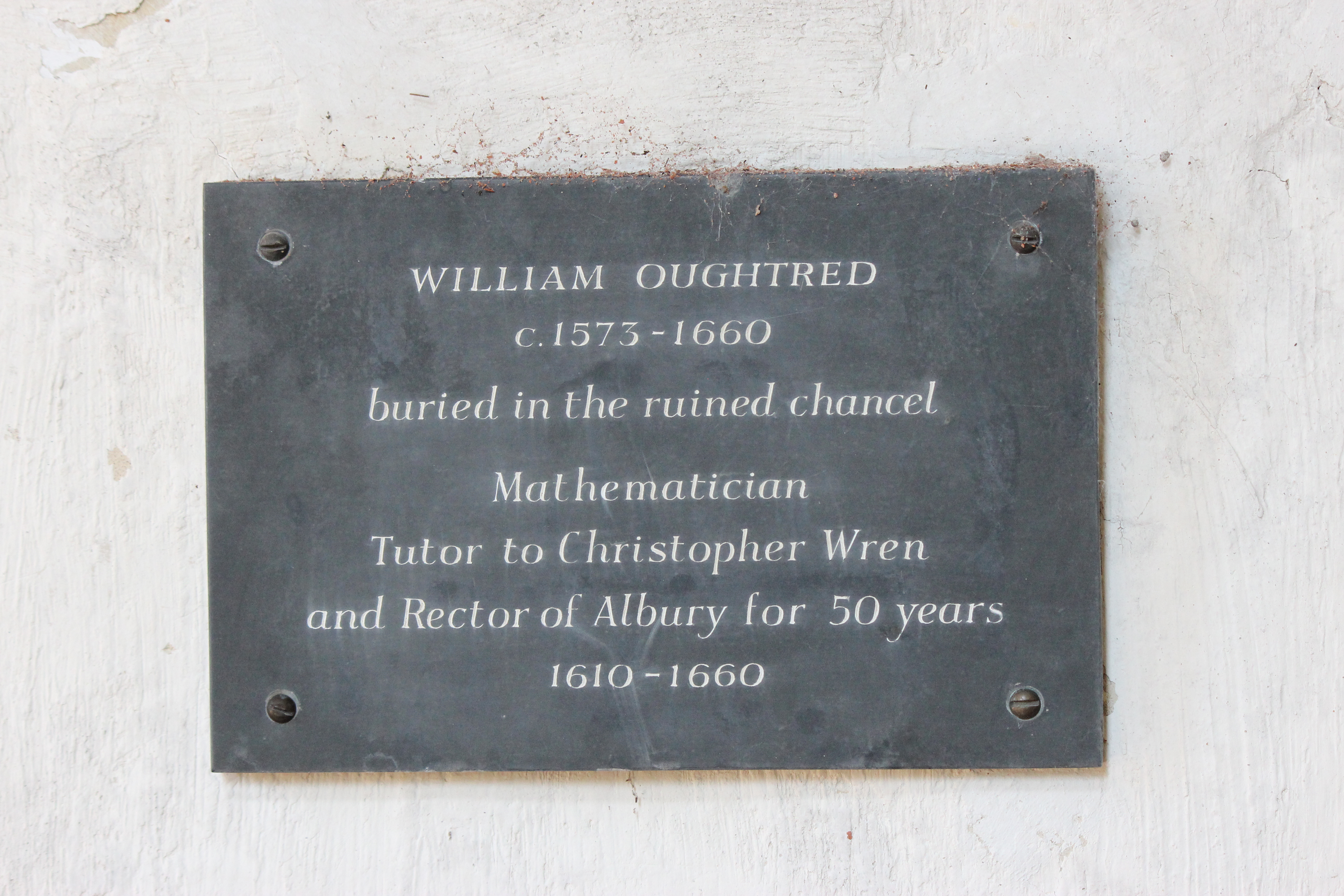
Placa na Igreja Antiga de São Pedro e São Paulo, Albury

O nome de Oughtred é lembrado na Oughtred Society, um grupo formado nos Estados Unidos em 1991 para colecionadores de réguas de cálculo. Produz o Journal of the Oughtred Society semestralmente e realiza reuniões e leilões para seus membros.

## Trabalhos

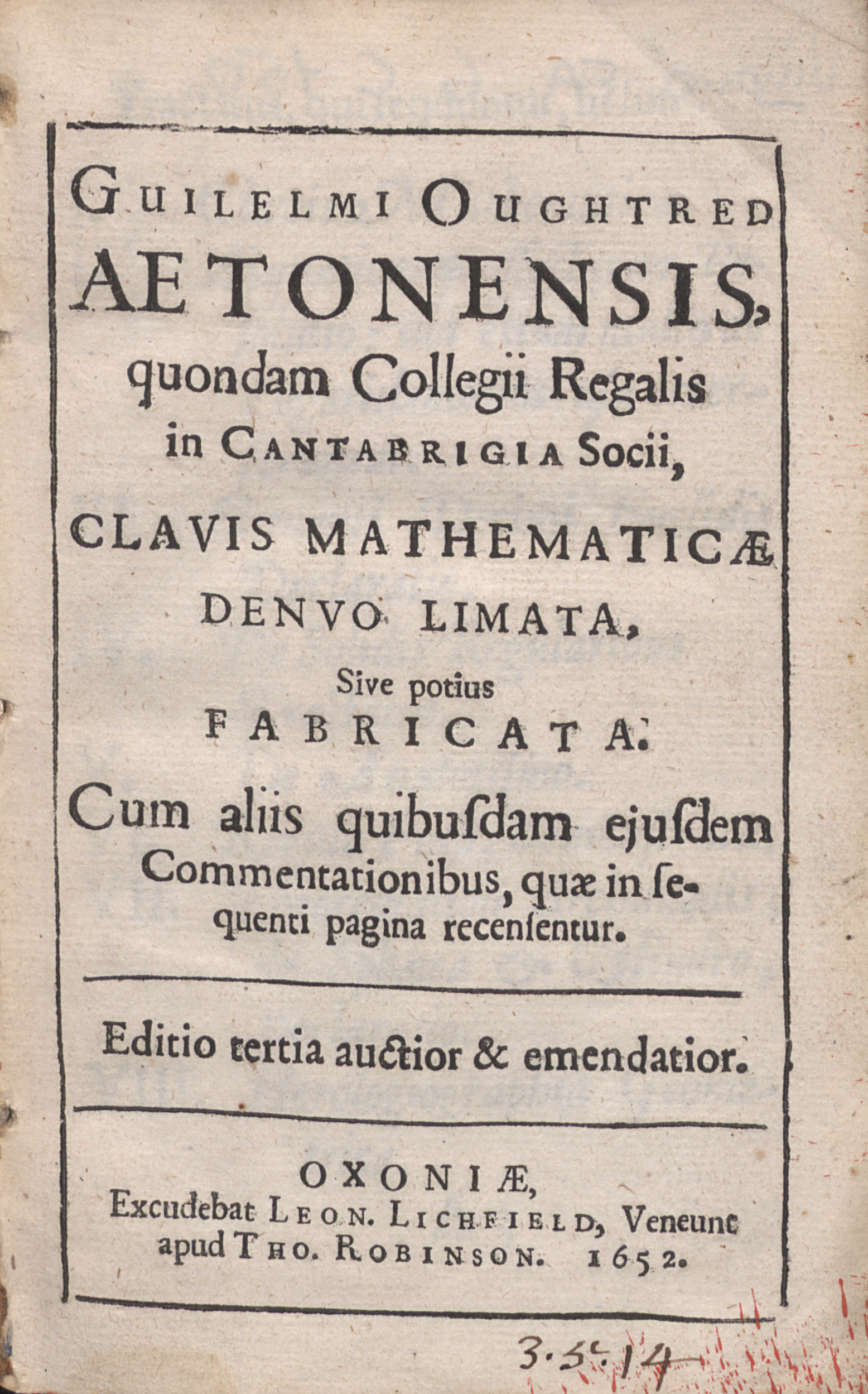
Clavis mathematicae, 1652

### Livros
O trabalho mais importante de William Oughtred é Clavis Mathematicae, The Key to Mathematics, publicado em 1631, este é um livro-texto sobre álgebra elementar. Clavis Mathematicae se tornou um clássico, reimpresso em várias edições, este livro foi usado por John Wallis e Isaac Newton entre outros. O livro é conciso e defende um estilo menos prolixo de matemática, com uma maior dependência de símbolos. Baseando-se em François Viète (embora não explicitamente), Oughtred também inovou livremente com símbolos, introduzindo não apenas o sinal de multiplicação como agora usado universalmente, mas também o sinal de proporção (dois pontos duplos:). O livro se tornou popular cerca de 15 anos depois, quando a matemática assumiu um papel mais importante no ensino superior. Wallis escreveu a introdução de sua edição de 1652 e a usou para divulgar sua habilidade como criptógrafo; em outro, Oughtred promoveu os talentos de Wren.
- Clavis Mathematicae (1631), outras edições latinas 1648, 1652, 1667; primeira edição em inglês de 1647.

- Círculos de proporção e o instrumento horizontal (1632); este foi editado por seu aluno, William Forste.[27]
- Trigonometria with Canones sinuum (1657).

### Clavis Mathematicae
A primeira edição do Clavis Mathematicae foi publicada em 1631 e consistia em 20 capítulos e 88 páginas que incluíam álgebra e vários fundamentos da matemática. Algumas mudanças foram então adicionadas por Oughtred à primeira edição, e uma segunda e terceira edições foram feitas em 1647 e 1648, sem prefácio e reduzindo o livro em um capítulo.
Este livro abre com uma discussão da notação hindu-árabe de frações decimais e, mais tarde no livro, apresenta abreviações de sinais de multiplicação e divisão de frações decimais. Ele também discute duas maneiras de fazer divisões longas e introduz o símbolo "~", em termos de matemática, expressando a diferença entre duas variáveis.

### Círculos de proporção e o instrumento horizontal
Nos Círculos de Proporção e no Instrumento Horizontal, Oughtred introduz as abreviações para funções trigonométricas. Este livro estava originalmente em manuscrito antes de finalmente ser publicado. Além disso, é discutida a régua de cálculo, uma invenção feita por Oughtred que fornecia um método mecânico para encontrar resultados logarítmicos.
É mencionado neste livro que John Napier foi a primeira pessoa a usar o ponto decimal e a vírgula, no entanto Bartholomaeus Pitiscus foi realmente o primeiro a fazê-lo.

### TrigonometriacomCanones sinuum
Tigonometria contém cerca de 36 páginas de escrita. Neste livro, as abreviações para as funções trigonométricas são explicadas em mais detalhes, consistindo em tabelas matemáticas.

### Slide rules
A invenção da régua de cálculo por Oughtred consistia em pegar uma única "regra", já conhecida por Gunter, e simplificar o método de empregá-la. Gunter exigiu o uso de um par de divisórias para diminuir as distâncias em sua regra; Oughtred deu o passo de deslizar duas regras uma sobre a outra para atingir os mesmos fins. Seu projeto original de algum tempo na década de 1620 era para uma régua de cálculo circular; mas ele não foi o primeiro a imprimir essa ideia, que foi publicada por Delamain em 1630. O design convencional de uma seção intermediária deslizante para uma régua linear foi uma invenção da década de 1650.

### Sun dials
Aos 23 anos, Oughtred inventou o relógio de sol horizontal duplo, agora chamado de tipo Oughtred em sua homenagem. Uma breve descrição A descrição e o uso do duplo Horizontall Dyall (16 pp.) Foram adicionados a uma edição de 1653 (na tradução para o inglês) do livro pioneiro sobre matemática recreativa, Récréations Mathématiques (1624) por Hendrik van Etten, a pseudônimo de Jean Leurechon. A tradução em si não é mais atribuída a Oughtred, mas (provavelmente) a Francis Malthus.